# Neolucanus pseudovicinus
Neolucanus pseudovicinus là một loài bọ cánh cứng trong họ Lucanidae. Loài này được Fujita mô tả khoa học năm 2011.